# Datapoint 2200
O Datapoint 2200 foi um "terminal inteligente" produzido em escala industrial pela Computer Terminal Corporation (CTC) a partir de junho de 1970 (embora segundo alguns relatos só tenha sido realmente lançado no mercado em 1971). A intenção de seus projetistas é que ele fosse um terminal versátil, eficiente e de baixo custo para ser conectado a uma ampla variedade de mainframes através da emulação de vários outros terminais via fita magnética (e não por hardware, como na maioria dos terminais da época).
Todavia, usuários empreendedores no setor comercial perceberam que o assim chamado "terminal programável" tinha recursos suficientes para realizar qualquer tarefa feita por um computador simples, e exploraram isto utilizando seus 2200 como um sistema de computação independente. Sem querer, a CTC inventou o primeiro dispositivo conhecido que possui semelhança significativa com um computador pessoal moderno. Igualmente significativo é o fato de que a unidade central de processamento do terminal (composta por vários CIs e não por apenas um microprocessador), foi o embrião do conjunto de instruções x86, que guarneceu o IBM PC original e todos os seus descendentes desde então.

## Especificações

### Unidade central
- UCP: 8 bits, construída com componentes TTL comuns. O Intel 8008 era praticamente 100% compatível com a implementação LSI.
- RAM: 2 KiB, expansível para 16 KiB
- Monitor de vídeo: apenas texto, 12×80 caracteres
- Armazenamento: 2 unidades de fita magnética, drive Shugart de 8" opcional
- Portas: RS232, conector LAN e porta paralela

### Periféricos
Usuários do 2200 e sucessores tiveram várias opções de periféricos para escolher, dentre os quais:
- Modens
- Discos rígidos
- Impressoras
- Rede local ARCnet